# Who's Afraid of Virginia Woolf? (album)
| Recensione | Giudizio |
| ---------- | -------- |
| AllMusic   |          |

Who's Afraid of Virginia Woolf? è un album dell'organista jazz statunitense Jimmy Smith, pubblicato dalla casa discografica Verve Records nel marzo del 1964.

## Tracce

### LP
Lato A
1. Slaughter on Tenth Avenue – 7:04 (musica: Richard Rodgers) – Registrato il 20 gennaio 1964
2. Who's Afraid of Virginia Woolf? (Part I) – 4:20 (musica: Don Kirkpatrick, Kevin Knox) – Registrato il 21 gennaio 1964
3. Who's Afraid of Virginia Woolf? (Part II) – 4:52 (musica: Don Kirkpatrick, Kevin Knox) – Registrato il 21 gennaio 1964

Lato B
1. John Brown's Body – 2:34 (musica: Tradizionale; arrangiamento di Claus Ogerman) – Registrato il 27 gennaio 1964
2. Wives and Lovers – 3:14 (testo: Hal David – musica: Burt Bacharach) – Registrato il 27 gennaio 1964
3. Women of the World – 5:45 (musica: Riz Ortolani) – Registrato il 27 gennaio 1964
4. Bluesette – 3:37 (musica: Toots Thielemans) – Registrato il 27 gennaio 1964

- Il luogo di registrazione è controverso (ma non nelle date), sulle note di copertina dell'album originale è indicato New York, mentre in altre fonti[3] è riportato Englewood Cliffs, New Jersey negli studi di Rudy Van Gelder.

## Musicisti
Slaughter on Tenth Avenue* / Who's Afraid of Virginia Woolf? (Part I)** / Who's Afraid of Virginia Woolf? (Part II)**
- Jimmy Smith – organo
- Oliver Nelson – conduttore orchestra, arrangiamenti
- Kenny Burrell – chitarra
- George Duvivier – contrabbasso
- Grady Tate – batteria
- Componenti orchestra non accreditati (4-5 trombe*, 3-4 tromboni*, 1 trombone basso*, 1 tuba*, 4-5 sassofoni*, 1 chimes* / ? trombe**, ? sassofoni tenore**, ? percussioni latine**)

John Brown's Body / Wives and Lovers / Women of the World / Bluesette
- Jimmy Smith – organo
- Claus Ogerman – conduttore orchestra, arrangiamenti
- Kenny Burrell – chitarra
- George Duvivier – contrabbasso
- Grady Tate – batteria
- Componenti orchestra non accreditati (4 tromboni, 1 flauto, 1 bongos)

Note aggiuntive
- Creed Taylor – produttore
- Registrazioni effettuate il 20, 21 e 27 gennaio 1964 a New York
- Roy de Carava – foto copertina album originale
- Acy Lehman – design copertina album originale
- Daddio Daylie – note retrocopertina album originale[4]

## Classifica
Album
| Anno | Classifica    | Posizione raggiunta |
| ---- | ------------- | ------------------- |
| 1964 | Billboard 200 | 16                  |

Singoli
| Anno | Titolo del brano                         | Classifica            | Posizione raggiunta |
| ---- | ---------------------------------------- | --------------------- | ------------------- |
| 1964 | Who's Afraid of Virginia Woolf? (Part I) | Billboard Hot 100     | 72                  |
| 1964 | Who's Afraid of Virginia Woolf? (Part I) | Hot R&B/Hip-Hop Songs | 34                  |